# Edmund Wilkosz

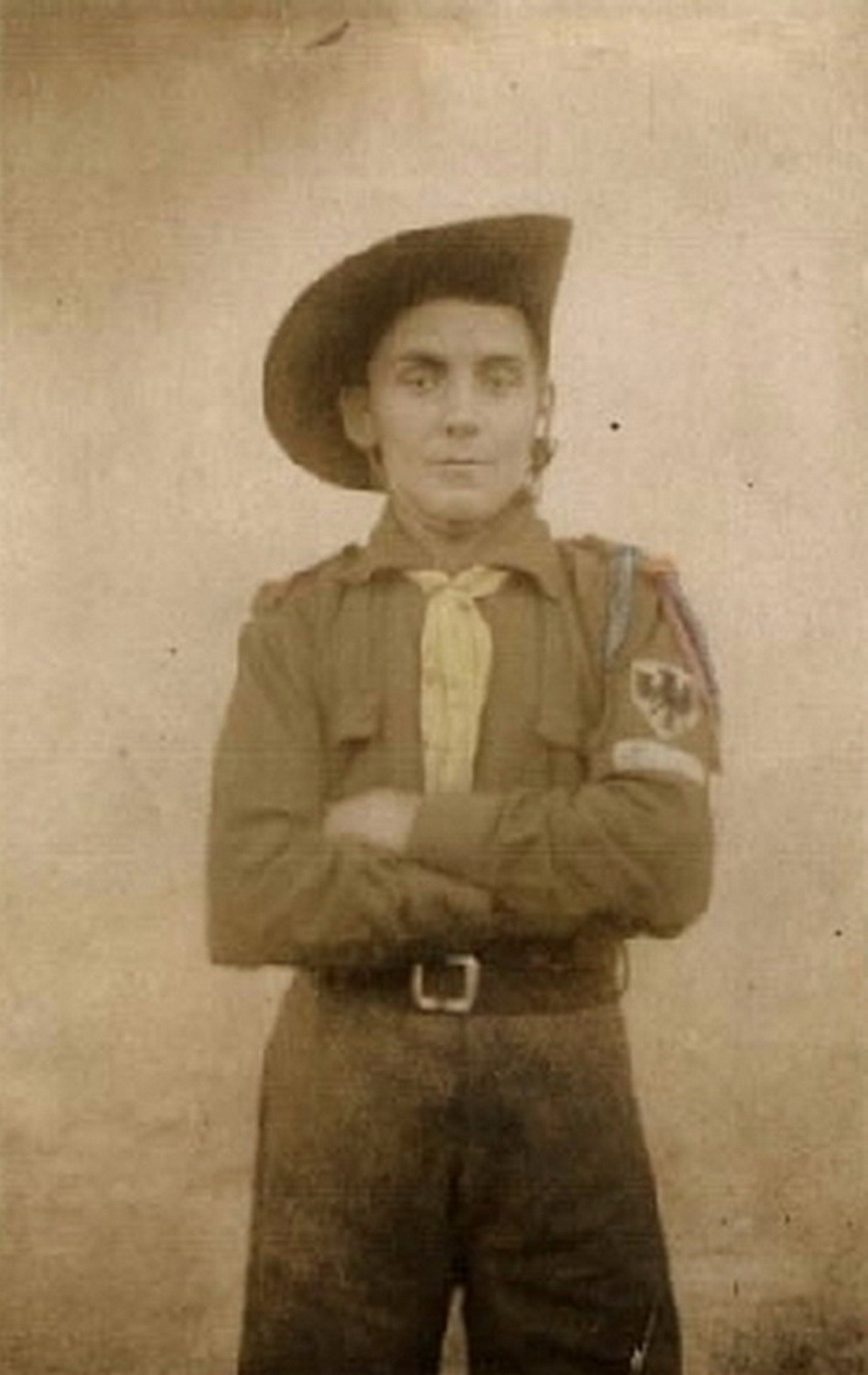
Edmund Wilkosz

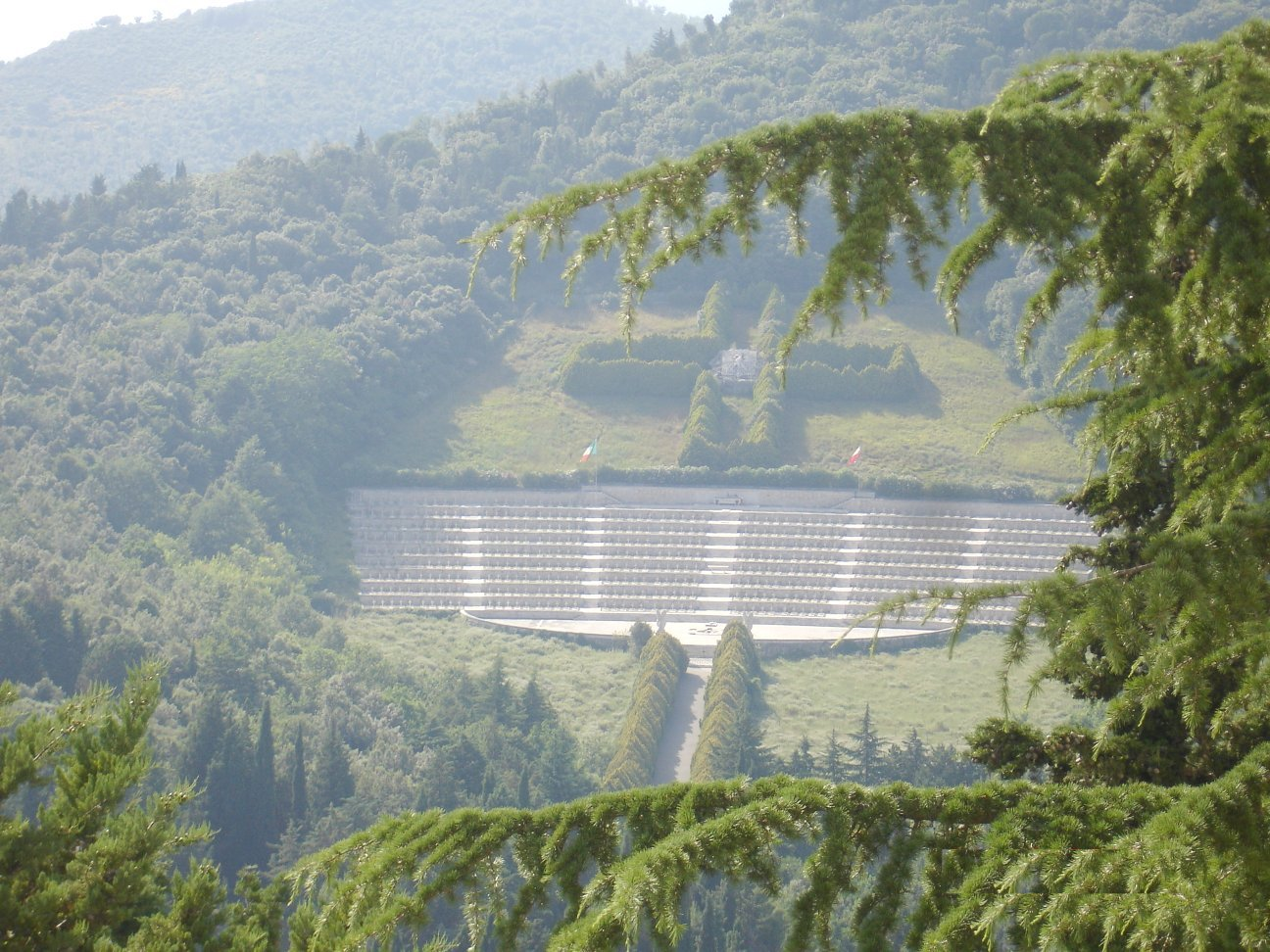
Polski Cmentarz Wojenny na Monte Cassino

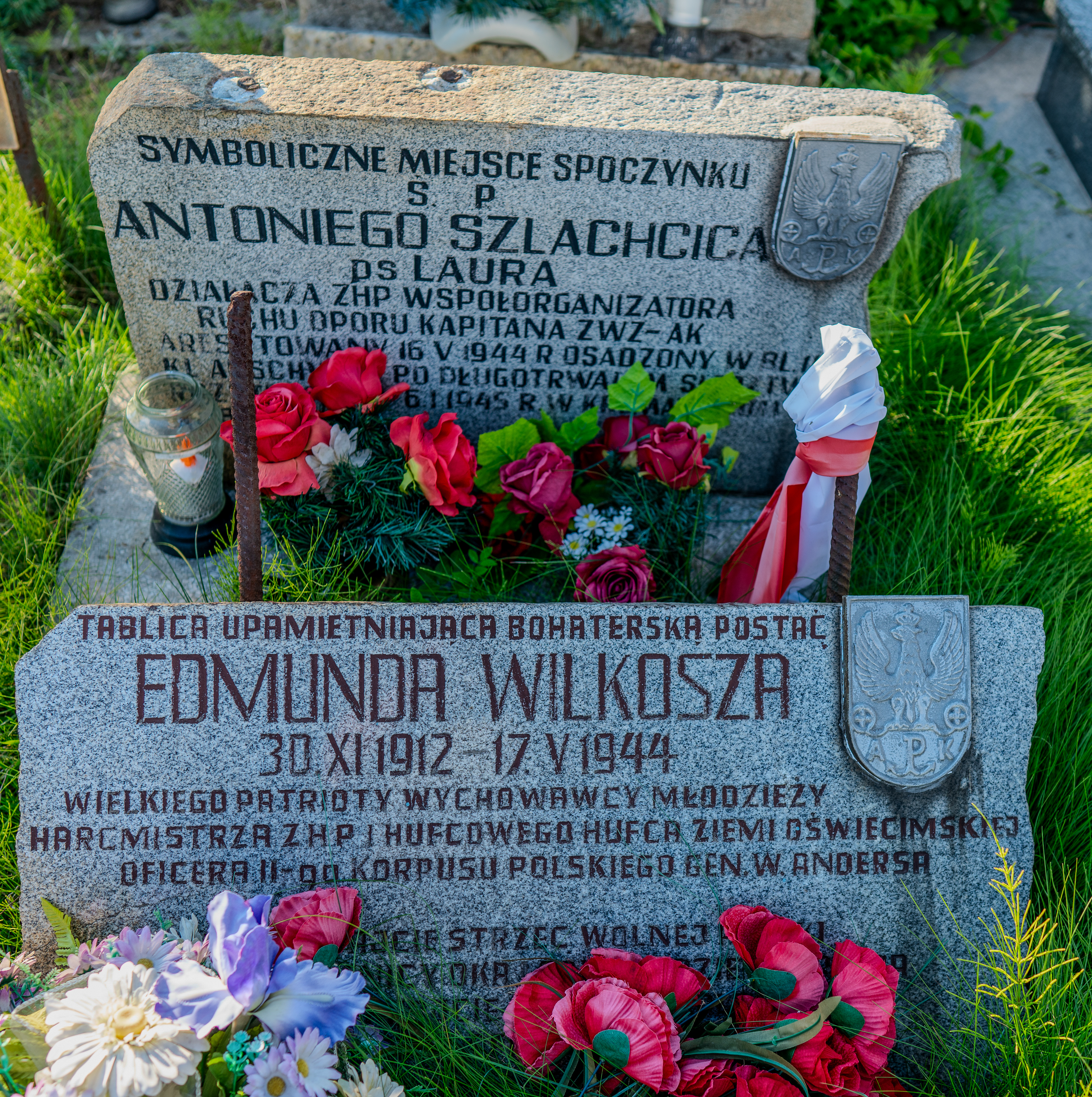
Cmentarz w Oświęcimiu

Edmund Andrzej Wilkosz (ur. 30 listopada 1912 w Oświęcimiu, zm. 18 maja 1944 pod Monte Cassino) – harcmistrz, podporucznik piechoty Polskich Sił Zbrojnych, kawaler Orderu Virtuti Militari.

## Życiorys
Urodził się w rodzinie Stanisława i Elżbiety. Mieszkał w Babicach koło Oświęcimia. Po ukończeniu szkoły powszechnej naukę kontynuował w Prywatnym Gimnazjum Koedukacyjnym im. ks. Stanisława Konarskiego przy ul. Zatorskiej w Oświęcimiu (dzisiejsze Liceum Ogólnokształcące im. Stanisława Konarskiego w Oświęcimiu), które ukończył w 1931. Po maturze rozpoczął studia na Wydziale Filozoficznym Uniwersytetu Jagiellońskiego. Absolutorium, po którym zaczął pisać pracę magisterską, uzyskał w 1936. Po ukończeniu studiów podjął pracę jako urzędnik w starostwie powiatu stryjskiego, gdzie pracował do 18 września 1939.

### Działalność w harcerstwie
Pasją E. Wilkosza było harcerstwo, w którym intensywnie działał od lat szkolnych. Do Związku Harcerstwa Polskiego wstąpił 1 lutego 1929, zostając członkiem zastępu "Szarych Żubrów" w 1. Męskiej Drużynie Harcerskiej (1 MDH) im. ks. Józefa Poniatowskiego w Oświęcimiu. 
Bardzo szybko zdobywał kolejne stopnie harcerskie, a w dniu uzyskania stopnia podharcmistrza (12 marca 1932) objął dowodzenie 1 MDH.
Był uczestnikiem obozów i kursów kadry. Na obozie w Porzeczu koło Grodna otrzymał imię (pseudonim) "Czarny Żubr", a rozkazem komendanta Chorągwi Krakowskiej dr. Władysława Szczygła z 18 grudnia 1933 mianowany został komendantem Hufca Męskiego w Oświęcimiu. Jego poprzednik, hm. Rudolf Korzeniowski, przeszedł do Chorągwi Śląskiej.
Funkcję hufcowego E. Wilkosz pełnił do 1938. W roku tym z powodu studiów i służby wojskowej (Szkoła Podchorążych Rezerwy Piechoty) złożył rezygnację; zastąpił go phm. Feliks Klaja.
W roku 1940, prawdopodobnie na Węgrzech, zdobył stopień harcmistrza. Członek pierwszej komendy ZHP na Wschodzie w którym działał do roku 1944.

### Szlak bojowy
We wrześniu 1939 ewakuowany został do Rumunii, skąd przedostał się do Węgier, a następnie przez Jugosławię, Grecję i Turcję do Palestyny. Tam w sierpniu 1940 został w stopniu podporucznika wcielony do utworzonej 12 kwietnia 1940 drugiej kompanii Brygady Strzelców Karpackich, której dowódcą był pułkownik dyplomowany Stanisław Kopański. Brygadę zreorganizowano i przemianowano 12 stycznia 1941 na Samodzielną Brygadę Strzelców Karpackich (SBSK).
Od drugiej połowy sierpnia 1941 do 10 grudnia 1941 SBSK brała udział w ciężkich walkach o Tobruk. Wyróżnił się w nich Edmund Wilkosz. Za udział w tej bitwie odznaczony został Krzyżem Walecznych.
17 marca 1942 SBSK została wycofana z linii frontu; odeszła do Palestyny, gdzie 3 maja 1942 została rozformowana; na bazie jej oddziałów powstała 3 Dywizja Strzelców Karpackich (3 DSK), która weszła w skład Armii Polskiej na Wschodzie. 21 lipca 1943 rozkazem Naczelnego Wodza wydzielono z Armii Polskiej na Wschodzie 2 Korpus Polski, którego dowódcą został gen. dyw. Władysław Anders. Na przełomie 1943 i 1944 3 DSK, której żołnierzem był ppor. Edmund Wilkosz, wraz z 2 Korpusem Polskim została przetransportowana do Włoch. Korpus podporządkowano dowództwu alianckiej 15 Grupy Armii, walczącej na Półwyspie Apenińskim.
Od dnia 2 lutego 1944 3 Dywizja Strzelców Karpackich zaczęła luzować brytyjską 78 Dywizję Piechoty i zajęła obronę nad rzeką Sangro. Wzięła ona udział w walkach o przełamanie Linii Gustawa, której kluczowym punktem oporu był klasztor na Monte Cassino.
Walki toczyły się w dniach 11 –29 maja. Natarcie rozpoczęło się w nocy z 11 na 12 maja 1944. Dywizja miała za zadanie opanować wzgórze 593 i farmę Massa Albaneta. Mimo zaciętego oporu Niemców udało się przejąć kontrolę nad wzgórzem, lecz straty w pierwszym rzucie wynosiły od 30 do 70 procent stanu osobowego. Nocą zarządzono odwrót. W dniach 13–16 maja jednostka prowadziła działania rozpoznawcze i likwidowała liczne pola minowe. Wtedy to właśnie, 14 maja, ppor. Edmund Wilkosz został ciężko ranny – w wyniku odniesionych ran zmarł 18 maja 1944 w szpitalu polowym.
W tym też dniu patrol 12 Pułku Ułanów Podolskich zatknął biało-czerwoną flagę na ruinach klasztoru. Na Monte Cassino odegrany został hejnał Mariacki, co stanowiło obwieszczenie zwycięstwa polskich żołnierzy.
Ppor. Edmund Wilkosz spoczął wśród 1 072 poległych wówczas żołnierzy Rzeczypospolitej różnych narodowości na najwyższym stopniu Polskiego Cmentarza Wojennego na Monte Cassino.
Ppor. Wilkosza wymienia Melchior Wańkowicz w części "593 – Góra Ofiarna" i rozdziale "Karpacka rozpoczyna natarcie" w swoim reportażu spod Monte Cassino.

## Ordery i odznaczenia
- Krzyż Srebrny Orderu Virtuti Militari – za Monte Cassino (pośmiertnie)
- Krzyż Walecznych – za Tobruk
- Krzyż Pamiątkowy Monte Cassino nr 780 (1944)[3]
- Krzyż Wojskowy – za wojenne męstwo (Wielka Brytania)